# Prosoplus interruptus
Prosoplus interruptus är en skalbaggsart som först beskrevs av Francis Polkinghorne Pascoe 1864.  Prosoplus interruptus ingår i släktet Prosoplus och familjen långhorningar. Inga underarter finns listade i Catalogue of Life.